# Hypergraf

Příklad hypergrafu, formálně,
.

Hypergraf je pojem z teorie grafů. Jedná se o zobecnění pojmu graf. Rozdíl je v tom, že hrany hypergrafu (hyperhrany) mohou spojovat libovolný počet vrcholů, zatímco u grafu spojují hrany vždy dva vrcholy.

## Definice
Hypergraf H je dvojice {\displaystyle H=(X,E)}, kde {\displaystyle X} je množina vrcholů a {\displaystyle E} je množina některých podmnožin {\displaystyle X}, ty se nazývají hyperhrany. To lze stručněji zapsat tak, že {\displaystyle E\subseteq {\mathcal {P}}(X)} (kde {\displaystyle {\mathcal {P}}(X)} je potenční množina {\displaystyle X}).
Tato definice splývá s definicí pojmu množinového systému.

## Varianty definice
Definice hypergrafu však není zcela ustálená, v literatuře se objevují následující varianty:
- Hyperhrana nesmí být prázdná.
- Hypergraf nesmí obsahovat izolované vrcholy (aby duální hypergraf nesl veškerou informaci).
- Hypergraf nesmí obsahovat dva vrcholy obsažené ve stejných hranách (aby duální hypergraf neměl multihyperhrany).
- Pokud E je multimnožina, jedná se o multihypergraf.

## Hypergraf jako bipartitní graf
Každý hypergraf se dá popsat jako bipartitní graf: první partita jsou vrcholy, druhá hyperhrany a hrany jsou mezi každým vrcholem a hranou, která ho obsahuje.

## Duální hypergraf
Duální hypergraf H* vznikne „prohozením“ hyperhran a vrcholů. H*=(E,Y), přičemž Y jsou množiny hran, za každý vrchol je přidána množina všech hran, které vrchol obsahují. Pokud mají dva vrcholy stejnou takovou množinu, vznikne v duálu multihyperhrana.
Pokud H neobsahuje izolované vrcholy, pak H=H**.